# Жиглицький В'ячеслав Анатолійович
В'ячеслав Анатолійович Жиглицький (нар. 6 лютого 1970 р.) Слободзеї (Молдова) молдавський скульптор, автор пам'ятників та паркових скульптур встановлених у Молдові, Україні та Румунії.
Працює у сфері скульптури малих форм. (Постмодернізм)

## Біографія

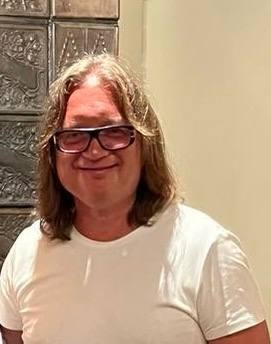
В'ячеслав Жиглицький

В'ячеслав Жиглицький (румунською Veaceslav Jiglițchi) народився 6 лютого 1970 р. у Слободзеї (Молдова) у сім'ї будівельників (з польсько-українським корінням). Дід скульптора Тимофій Жиглицький наприкінці сорокових керував винним заводом у Бульбоаку. Був репресований. Після амністії повернувся завод керувати. Польські предки скульптора походили з міста Лодзь, українські з Одеси. Мешкає у Кишиневі.
Закінчив 53-ту середню школу на Ришканівці в Кишиневі та художню школу імені Щусєва. Закінчив Коледж мистецтв ім. А. Племедяле. У 1995 р. закінчив факультет образотворчого мистецтва та дизайну Академії музики, театру та образотворчого мистецтва в Кишинів.
Бере участь у виставках з 1993 р. Член Спілки Художників Молдови з 1994 р.
Одружений на скульпторі та художниці Тетяні Жиглицькій (Базарова).
Разом із молдавським скульптором В'ячеславом Зайцевим створив творчу студію JZ&B Studio.

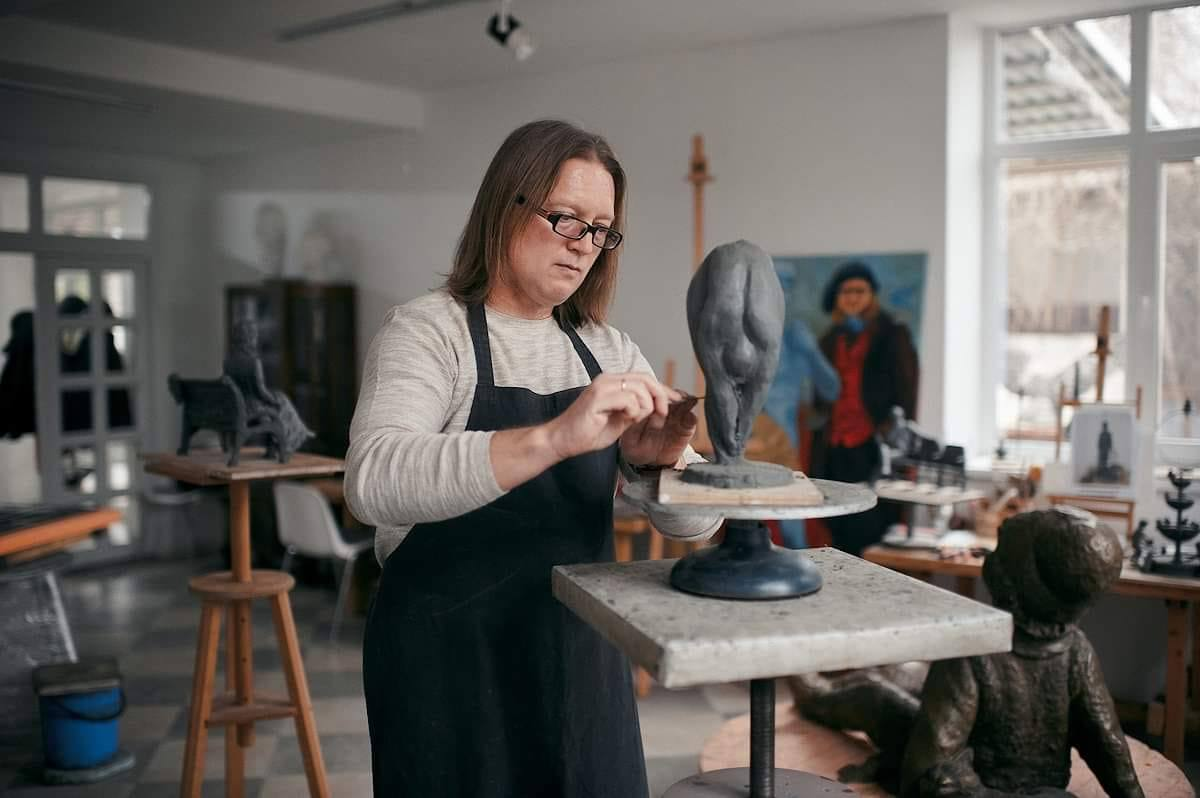
В'ячеслав Жиглицький

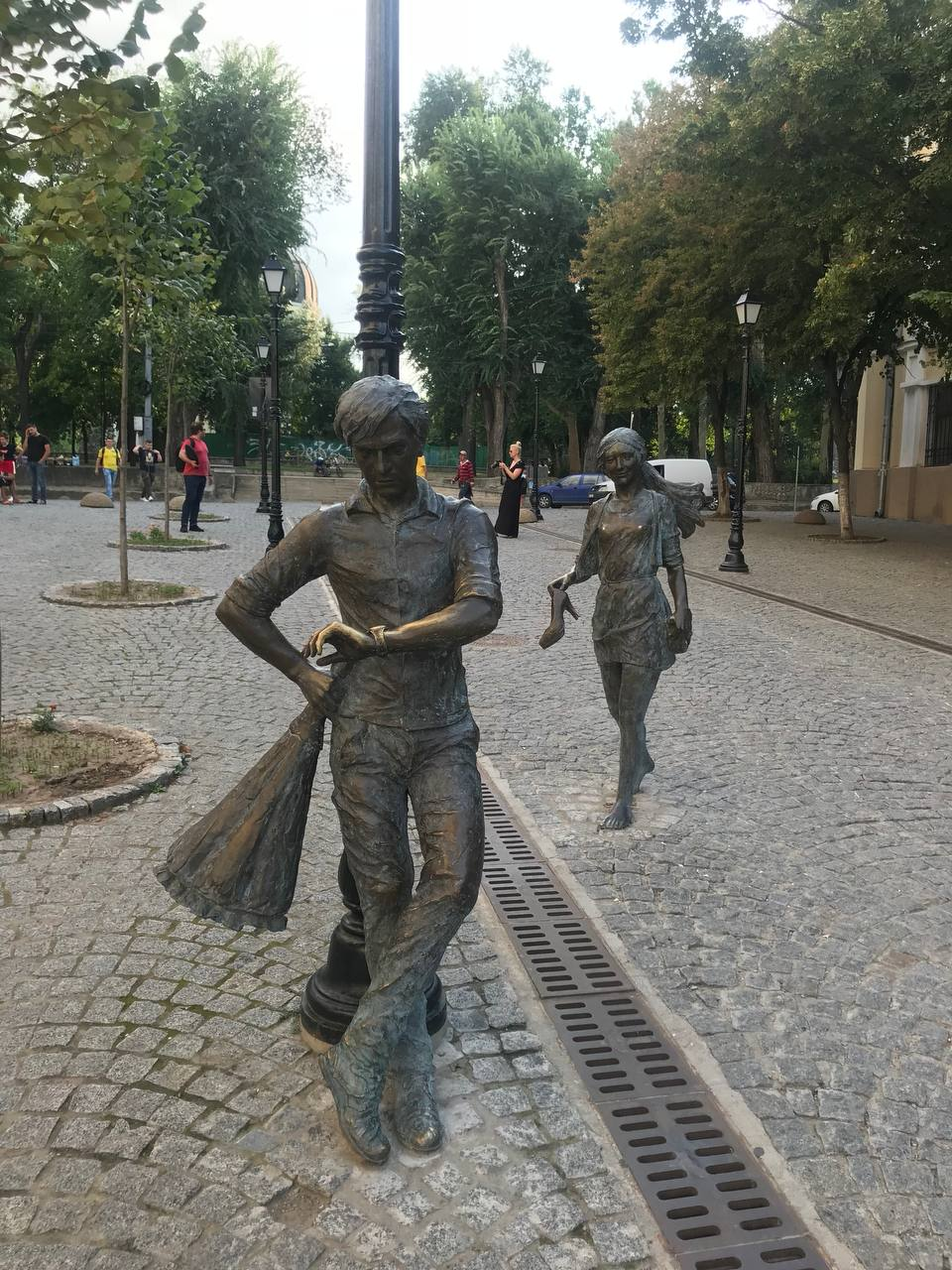
Скульптура Побачення у Кишиневі

## Творчість
Скульптура дівчинки з флейтою на центральній площі Брашова в Румунії, поряд із Чорною церквою (встановлений у 2012 році)
Скульптура Національного університету «Одеська морська академія» в Одесі (встановлений у 2012 році)
Скульптура-фонтан Nota Bene перед Академією економічної освіти Молдови (ASEM) у Кишиневі спільно з В'ячеславом Зайцевим[3] (встановлений у 2012 році)
Бюст бургамістра Кишинева Карла Шмідта (встановлений у 2014 році)
Бюст Юзефа Пілсудського в Кишиневі (встановлений у 2015 році)
Скульптура «Діти на лавці», що спостерігають за голубами та котом перед Апарт-готелем Zentrum у Кишиневі[5] [6] (встановлена у 2016 році)
Скульптура рибки у фонтані Апарт-готелем Zentrum у Кишиневі (встановлена у 2016 році)
Скульптура папи Івана-Павло II у Кишиневі (встановлена у 2016 році)
Погруддя румунського короля Фердинанда I в Резини (встановлена в 2017 році)
Скульптура «Екіпаж» в аеропорту Кишинів (встановлена у 2018 році)
Скульптура «Побачення» у Кишиневі (встановлена у 2018 році)

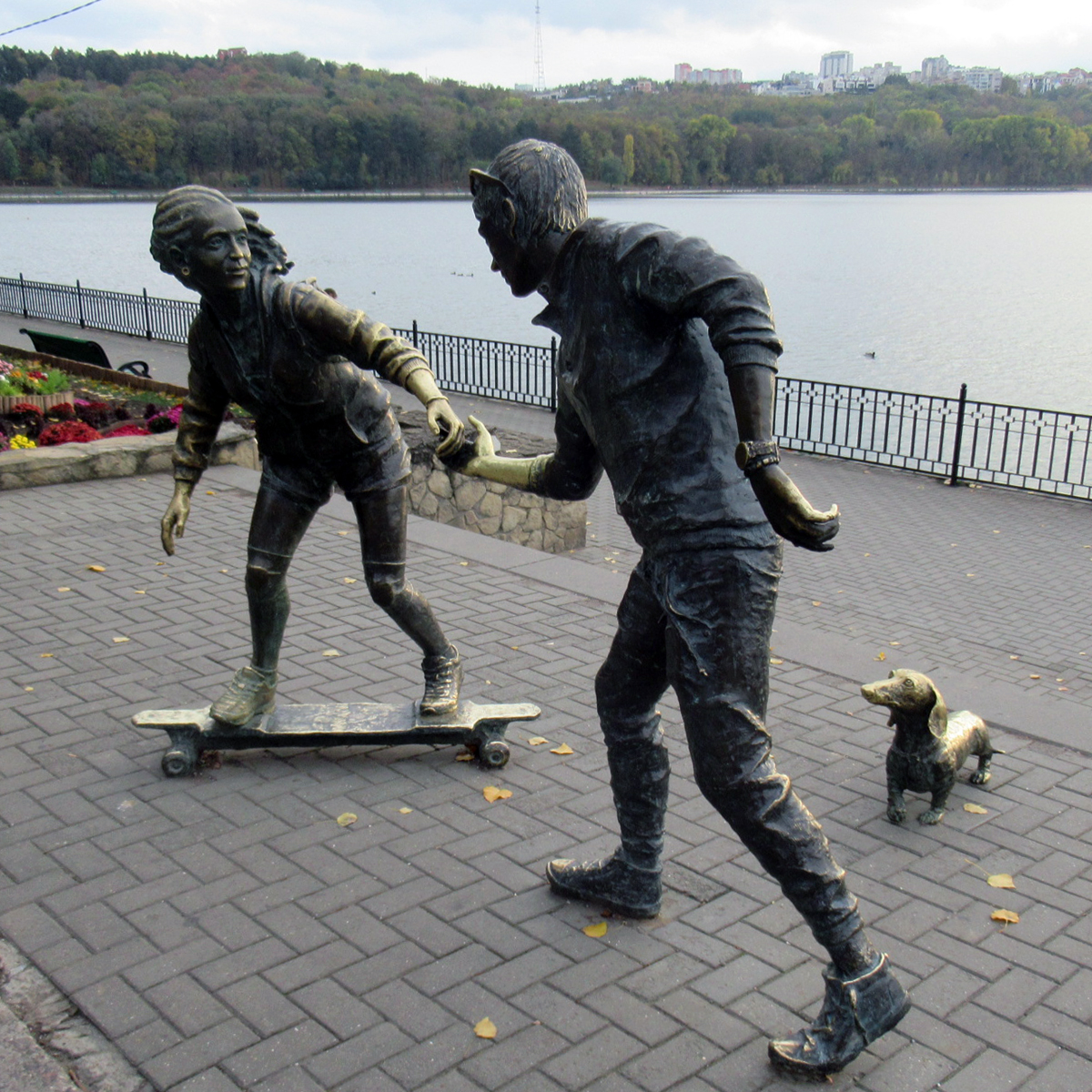
скульптура «Молодь» у Кишиневі

Скульптура «Молодь» у парку Валя-Морилор у Кишиневі, встановлена у 2018 році.
Бюст румунського короля Фердинанда I у Варниці (встановлений у 2018 році)
Скульптура Ісуса Христа у парку Дендрарій у Кишиневі (встановлена у 2019 році)
Бюст магістрату Кишинева Веспасіана Ербічану (встановлена у 2019 році)
Пам'ятник жертвам єврейського гетто в Кагулі (встановлений у 2020 році)
Бюст Костянтина Стере в Резина (встановлений у 2020 році)
Бюст румунського короля Фердинанда I в Ніспорені (встановлений у 2020 році)
Бюст Олександра Оатула перед Академією Музики, Театру та Образотворчих мистецтв (встановлений у 2020 році)
Скульптура Адама Міцкевича в Кишиневі (встановлена у 2021 році)

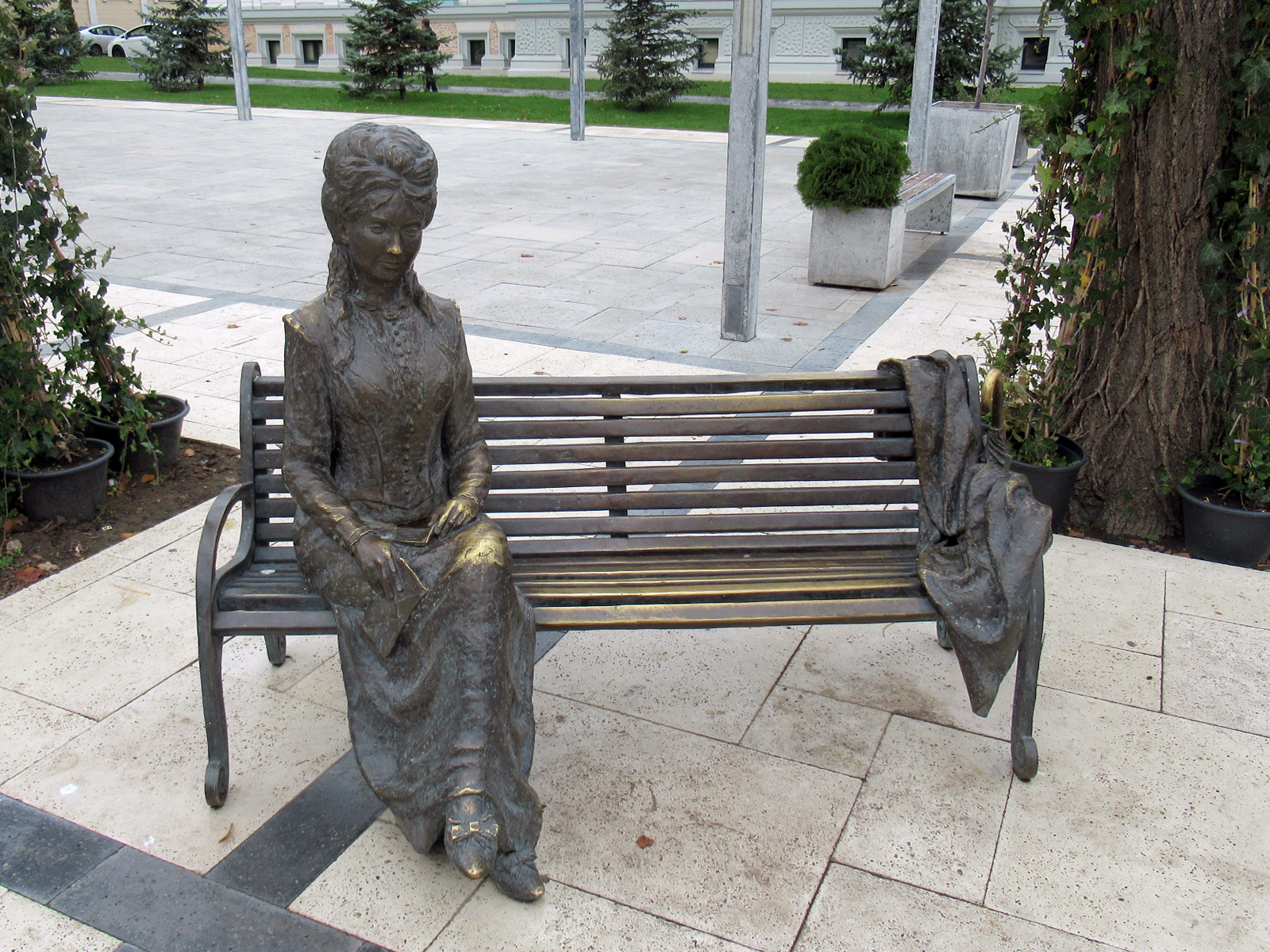
пам'ятник Вероніці Мікле у Кишиневі

Пам'ятник поетесі Вероніці Мікле в Кишиневі, встановлений у 2021 році.
Пам'ятник Гугуце в Кишиневі (встановлений у 2021 році)
Скульптура Міоріца (пастух з флейтою) у Кишиневі (встановлена у 2021 році)
Бюст румунського короля Фердинанда I у селі Вережени Теленештського району (встановлена у 2021 році)
Бюст румунського короля Фердинанда I в Оргіїві (встановлена в 2022 році)
Бюст Василе Строєску в Єдинець (встановлена у 2022 році)
Бюст румунського короля Фердинанда I у Бєльцького університету в Бєльцях (встановлений у 2023 році)
Бюст румунського короля Фердинанда I у селі Куретура Шолденештьського району (встановлений у 2023 році)
Автор трофеїв «Олімпійська досконалість» та «Спорт і жінка»
На замовлення Уряду Молдови В'ячеслав Жиглицький зробив статуетки для офіційних подарунків лідерам іноземних держав. Його скульптури керівництво Молдови дарувало Президентам та Керівникам понад 20 країн світу. Зокрема три скульптури є у президента Туреччини Реджепа Тайіпа Ердогана, дещо в Леоніда Кучми та Володимира Путіна, по одній у Віктора Ющенка, Віктора Януковича, Петра Порошенка, Дмитра Медведєва, Клауса Йоганні, Володимира Зеленського, Олександра Лукашенка, Ніколя Саркозі, Джорджа Буша-молодшого, Барака Обами.

## Нагороди
2022 року нагороджений Медаллю "За заслуги перед польською культурою"
Почесний громадянин Кишинева (з 2019 р.)
Лауреат премії Томаса Баха за розвиток спорту мистецтво
Лауреат премії Адама Міцкевича
Володар премії Міжнародного олімпійського комітету